# هالیویل (آلاباما)
هالیویل (به انگلیسی: Haleyville) شهری در شهرستان وینستون ایالت آلاباما است که مساحت آن ۲۱٫۶۳ کیلومتر مربع است و در سرشماری سال ۲۰۱۰ میلادی، ۴٬۱۷۳ نفر جمعیت داشته و تراکم جمعیتی آن، ۱۹۲٫۹۳ نفر در هر کیلومتر مربع بوده است.